# Torre Triana (Sevilla)

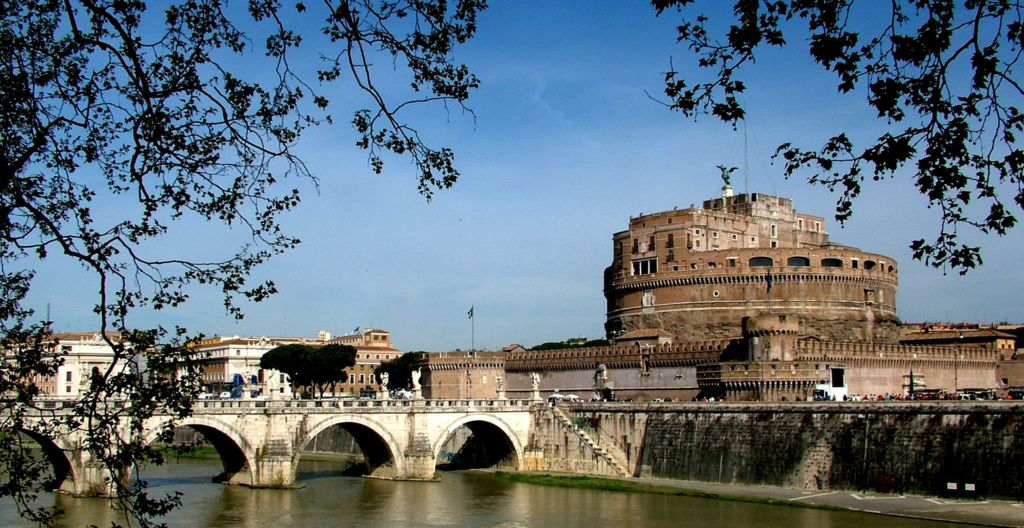
Castillo de Sant Angelo en Roma, en el cual está inspirado

Torretriana es un edificio administrativo de la Junta de Andalucía en la ciudad de Sevilla, fue construido en 1993, proyectado por el arquitecto navarro Francisco Javier Sáenz de Oiza, inspirándose en el Castillo Sant'Angelo de la ciudad de Roma.  Si bien se encontraba en pie durante la Exposición Universal de Sevilla 1992, que se celebró cerca de su entorno, no fue finalizado y puesto en uso hasta 1993. 
Se encuentra situado en la Isla de la Cartuja en Sevilla, constituyendo uno de los mayores edificios administrativos de la Junta de Andalucía. En él están los servicios centrales de las actuales Consejerías de Economía, Hacienda y Fondos Europeos, y de Desarrollo Educativo y Formación Profesional,  correspondientes a la XII Legislatura, en las que trabajan unos dos mil funcionarios.
De estilo posmoderno y color amarillo albero, su forma circular lo hace muy particular.